# 休特吉奧爾湖

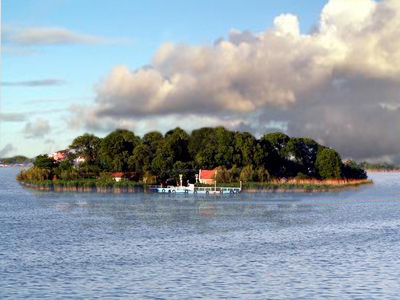
休特吉奧爾湖

44°14′47″N 28°36′00″E / 44.24639°N 28.60000°E
休特吉奧爾湖（羅馬尼亞語：Limanul Siutghiol）是羅馬尼亞的湖泊，由康斯坦察縣負責管轄，長7.5公里、寬2.5公里，面積20平方公里，最大水深18米，湖中有一座島嶼，該湖九成面積在冬天結冰。